# Учук
Учук (чув. Уй - степь, Чӳк - жертвоприношение) — это старинный праздник низовых чувашей.
Общенародное полевое моление степных чувашей Учук считается частью верований, восходящих корнями к зороастризму. Он проводится сразу же после массовых обрядовых мероприятий симек, посвященных духам предков.

## Место проведения
У родникового источника воды (чув. çӑл куçӗ) само место обозначают как «Кӗл васанӗ» - от слов чув. кӗл – заговаривать, молиться, колдовать и чув. васан – ручеёк (молебный ручей). Это место выбранное однажды предками, не меняется, и является неприкосновенным и священным..

## Мифология
Хозяева (Духи) Воды считалось, что они живут у родников — в благодарность им нужно оставлять у водоема монетку, задаривать. Там проводили ритуалы, чтоб боги Воды дали людям дождь, иначе урожай не будет расти. Для ритуалов необходима была живая вода, поэтому он проводился у родника. Например, во время свадьбы молодоженам надо было обязательно остановиться у ближайшего родника (Çӑл куçӗ), испить и набрать чистой воды (взять с собой), а взамен оставить хлеб (птичкам) и бросить монетку. Потом идешь к дереву и завязываешь тряпочку (что-то заговаривая) на дереве (для духов леса), чтоб лес нас кормил и плоды были. Поклонение было богу (духу) Жолу (Çӑл).
Çӑл - в современном чувашском переводится как Родник, но корнями куда более древнее слово так как это Имя духа (бога) Воды
Çӑл от слов Çӗp Ӑл (Ывӑл) – Сын земли. У него есть Глаза, Голова и Вены.
Çӑл пуси (колодец), Пусӑ от слова Пуç - Голова (Голова Жол-а)
Çӑл тымарӗ, (Вена Жола)
Çӑл куçӗ. (Глаз Жола)
так что Çӑл это и есть тот самый Дух Воды – сын Земли!
С булгарских надгробий Ул, тюрк. Огул – сын, чув. Ӑл, Ывӑл – сын

## Обряд
Подготовка обряда «Учук» начинается с совещания старожилов села, которые определяют день проведения. Обсуждается, сколько нужно средств на покупку жертвенного животного (бычка, овец). Каждый двор дает сборщикам столько денег, сколько может. Раньше собирали крупу, масло, муку, яйца, теперь все это покупается на общественные деньги.
Обряд «Учук» проводят старейшины села – наиболее уважаемые молельщицы.
Для ритуала необходима живая вода, поэтому он проводится около родника. Здесь недопустимы увеселительные мероприятия, распитие спиртных напитков, что, по поверью, может привести к несчастью.
Одно из главных условий обряда, чтобы рядом находилось дерево – береза или дуб. Оно предназначено, чтобы довести часть жертвоприношения до злых духов и умилостивить их.
Животное обливают водой из источника, и как только оно встряхивается, его приносят в жертву.
Молодежь во время моления не подпускается, ей можно играть чуть в стороне.
Все жители села собираются на «Учук», приносят с собой чашки и ложки. Для всех присутствующих мясо варится в котлах, на бульоне готовится каша. Всю эту ритуальную пищу пробуют все и приобщаются к обращениям к Тура с просьбой о мире, счастье и благополучии.